# ロシア特許庁

ロゴ

ロシア特許庁（ロシアとっきょちょう、露：Роспатент、英：Rospatent）は、ロシア連邦において知的財産を所管する政府機関である。音訳で、ロスパテントとも呼ばれる。正式名称は、連邦知的財産権・特許・商標庁（露：Федеральная служба по интеллектуальной собственности, патентам и товарным、英：Federal Service for Intellectual Property, Patents & Trademarks of Russia）。

## 概要
1991年のソビエト連邦の崩壊によって、1991年12月1日にソ連特許庁（ゴスパテント、Gospatent、旧国家発明・発見委員会）が業務を停止した後、ロシア連邦の成立に伴い実質的にこれを引き継いで成立した機関である。ただし、所管する地理的範囲は当然ながらロシア連邦内に止まり、他の旧ソ連各国には及ばない。
ロシア教育・科学省の下部機関で、職員は約2,700人。所在地はモスクワ。
ロスパテントは、特許協力条約（PCT）の下での国際調査機関（ISA）及び国際予備審査機関（IPEA）である。
なお、1995年には、ロシア連邦を含む旧ソ連9か国をメンバーとする地域特許庁として、ユーラシア特許庁が設立されており、ロシア連邦ではユーラシア特許庁への出願により、ユーラシア特許庁加盟国内での特許保護を求めることもできる。